# Concierto de Aranjuez (album Paco de Lucii)
Concierto de Aranjuez – album koncertowy hiszpańskiego wirtuoza gitary flamenco Paco de Lucii. Publikacja płyty miała miejsce w roku 1991. Na okładce wydawnictwa obok de Lucii siedzi Joaquín Rodrigo, którego muzyka była inspiracją dla gitarzysty. Gra dzieł Rodriga przez de Lucię i jego sekstet, wspomagane było przez orkiestrę Orquesta de Cadaqués.

## Interpretacje
Pierwsze trzy ścieżki na krążku są interpretacją kompozycji Joaquína Rodrigo "Concierto de Aranjuez". Pozostałe instrumentale są natomiast aranżacjami suity Iberia autorstwa Isaaca Albéniza. Materiał na album nagrywany był na żywo w Teatro Bulevar de la Casa de la Cultura w mieście Torrelodones, nieopodal Madrytu.

## Historia powstania albumu
Gdy de Lucia postanowił włączyć dzieło uznanego kompozytora i wirtuoza fortepianu Joaquína Rodriga do swego programu koncertowego, co było wówczas sporym ryzykiem. Wiekowy artysta zdecydowanie nie był zwolennikiem takiego pomysłu, ponieważ uważał taki krok za deprecjację jego pracy twórczej. Rodrigo jednak postanowił odwiedzić gitarzystę na jednym z jego koncertów, gdzie grał on "Concierto de Aranjuez". Wspomagany przy wejściu na scenę nobliwy starzec (od trzeciego roku życia Rodrigo był niewidomy), poprosił wtedy Paco o powtórzenie jednej z części. De Lucia spełnił jego prośbę, po czym zadowolony Rodrigo oświadczył publiczności, że nikt nigdy nie zagrał "Concierto de Aranjuez" tak egzotycznie, i z taką inspirującą mocą.

## Lista utworów

### A – "Concierto de Aranjuez"(Joaquín Rodrigo)
1. "Allegro con spirito" (5:49)
2. "Adagio" (11:35)
3. "Allegro gentile" (5:26)

### B – suitaIberia- selekcja(Isaac Albéniz, aranż. Juan Manuel Cañizares)
1. "Triana" (5:01)
2. "El Albaicin" (7:30)
3. "El Puerto" (3:43)

## Personel
Skład

- Paco de Lucía - gitara flamenco
- José María Bandera - gitara flamenco (tylko sekcja Albéniza)
- Juan Manuel Cañizares - gitara flamenco (tylko Albéniz)
- Edmon Colomer - dyrygent (tylko sekcja Rodriga)
- Xavier Alvares – cello banjo
- Manuel Angulo – obój
- Jonathan Barenham – trąbka
- Jonathan Barritt – altówka
- Emily Beynon – flet
- David Bucknall – wiolonczela
- Llorenç Caballero – dyrygent
- Joseph Carver – cello banjo
- Ann Criscuolo – skrzypce
- Miguel DeLa Vega – inżynier dźwięku, miksowanie
- Susan Dent – trąbka
- Raquel Gough – fagot
- Janice Graham – skrzypce
- John Harding – skrzypce
- Tom Hoyt – trąbka
- Vincent Huerta – skrzypce
- Sebastián Kolowski – wiolonczela
- Nicoline Kraamwinkel – skrzypce
- John Kurlander – miksowanie
- Joan Enric Lluna – klarnet
- Jaime Martín – flet
- Jacquie McCreadie – skrzypce
- John Meisner – skrzypce
- Benjamín Moreno – trąbka
- Hazel Mulligan – skrzypce
- Hozumi Murata – skrzypce
- José Luis Novo – skrzypce
- David Olmedo – skrzypce
- Jorge Pozas – wiolonczela
- Scott Rawls – altówka
- Santiago Ríos – fagot
- Nick Roberts – wiolonczela
- Cecila Romero – skrzypce
- Katherien Routley – skrzypce
- Nigel Shore – obój
- Andrew Simpson – altówka
- Miriam van Dixhorn – altówka
- Maryke van Kooten – skrzypce
- Mark Withers – klarnet